# Walter Perkins
Pour les articles homonymes, voir Perkins.
Walter Perkins, né le 10 février 1932 et mort le 14 février 2004, est un batteur de jazz américain.

## Biographie
Batteur de renommée mondiale, il se fait connaitre dans les années 50, à Chicago, quand il forme le groupe MJT+III. Il a notamment accompagné Ahmad Jamal, Sonny Rollins, Carmen McRae, Art Farmer, Teddy Wilson et George Shearing.

## Discographie
Avec MJT+3
- Walter Perkins' MJT + 3 (Vee-Jay, 1959)
- Make Everybody Happy (Vee-Jay, 1960)
- MJT + 3 (Vee-Jay, 1960)
- Message from Walton Steet (Vee-Jay, 1960)

Avec Gene Ammons
- Twisting the Jug (Prestige, 1961) - avec Joe Newman & Jack McDuff
- Soul Summit Vol. 2 (Prestige, 1962)
- Late Hour Special (Prestige, 1962, [1964])
- Sock! (Prestige, 1962 [1965])

Avec Chris Anderson
- Inverted Image (Jazzland, 1961)

Avec Jaki Byard
- Out Front! (Prestige, 1964)

Avec Johnny Coles
- Little Johnny C (Blue Note, 1963)

Avec Sonny Criss
- Sonny Criss at the Crossroads (Peacock Records, 1959)

Avec Booker Ervin
- Exultation! (Blue Note, 1964)

Avec Art Farmer
- Interaction (Atlantic, 1963) - avec Jim Hall
- Live at the Half-Note (Atlantic, 1963) - avec Jim Hall

Avec Gigi Gryce
- Reminiscin' (Mercury, 1960)

Avec Ahmad Jamal
- Count 'Em 88 (Argo, 1956)

Avec J. J. Johnson
- J.J.'s Broadway (Verve, 1963)

Avec Etta Jones
- Lonely and Blue (Prestige, 1962)

Avec Roland Kirk
- Reeds & Deeds (1963)
- I Talk with the Spirits (1964)

Avec Harold Mabern
- A Few Miles from Memphis (Prestige, 1968)

Avec Pat Martino
- Strings! (Prestige, 1967)

Avec Charles Mingus
- Mingus Mingus Mingus Mingus Mingus (Impulse, 1963)

Avec William Parker
- Bob's Pink Cadillac (Eremite, 2000)

Avec Duke Pearson
- Hush! (Jazzline, 1962)

Avec Dave Pike
- Pike's Peak (Epic, 1962)
- Dave Pike Plays the Jazz Version of Oliver! (Moodsville, 1963)

Avec Sonny Stitt
- The Matadors Meet the Bull (Roulette, 1965)
- What's New!!! (Roulette, 1966)
- I Keep Comin' Back! (Roulette, 1966)

Avec Frank Strozier
- Long Night (Jazzland, 1961)

Avec Billy Taylor
- Impromptu (Mercury, 1962)

Avec Clark Terry
- The Happy Horns of Clark Terry (Impulse!, 1964)

Avec Lucky Thompson
- Lucky Thompson Plays Happy Days Are Here Again (Prestige, 1965)

Avec Bobby Timmons
- Holiday Soul (1964)